# Polt
Чхве Сон Хун (кор. 최성훈, род. 2 июля 1988, Республика Корея), более известный под своим никнеймом Polt, — бывший корейский профессиональный игрок в StarCraft II, игравший за расу терранов. Чемпион трёх турниров серии WCS. За свою карьеру Polt заработал более 450 тысяч долларов призовых.

## Биография

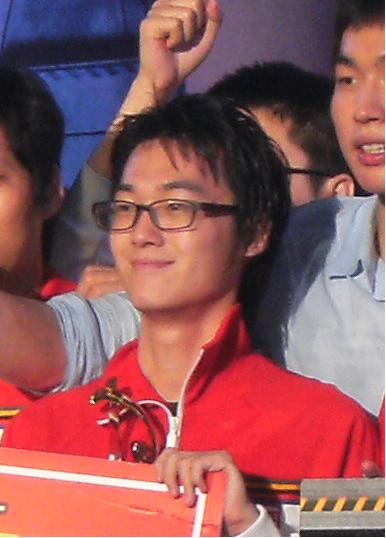
Polt в составе Prime в 2011 году

Чхве Сон Хун родился в семье военнослужащего Сухопутных войск Республики Кореи. В средней школе он начал играть в Warcraft III и участвовать в любительских турнирах. Он не планировал становиться профессиональным игроком и воспринимал игру как хобби. Игра мешала его учёбе, он получал неудовлетворительные оценки, а потому он забросил её, чтобы поступить в Сеульский университет.
В университете он начал играть в StarCraft II. Поначалу он играл только в одиночный режим, однако со временем попробовал и сетевую игру и начал участвовать в турнирах. После победы на  LG Cinema 3D Super Tournament в 2011 году он решил не поступать в аспирантуру и сосредоточиться на карьере киберспортсмена.
В декабре 2012 года Polt переехал в США по студенческой визе F-1 и поступил в Техасский университет в Остине с целью изучения английского языка. Изначально он намеревался прожить в США год, изучить английский и бросить StarCraft, однако в 2013 году Blizzard Entertainment объявила о создании американской системы турниров в рамках 2013 StarCraft II World Championship Series и Чхве Сон Хун начал совмещать учёбу и участие на этом чемпионате. С марта 2013 года его спонсором выступала организация CM Storm. В 2014 году Polt получил спортсменскую визу P-1A и остался жить в США. К 2015 году Polt выиграл три титула WCS и стал первым спортсменом, добившегося этого результата. В 2016 году Polt одержал свою четвёртую победу на турнире WCS.
В мае 2016 года Polt присоединился к команде Team EnVyUs и стал их вторым игроком в StarCraft II. По результатам 2016 года, он набрал достаточно очков для участия в чемпионате мира 2016 StarCraft II World Championship Series, однако в октябре он был вынужден вернуться в Корею для прохождения военной службы. Он соответственно покинул команду TeamEnVyUs и завершил свою карьеру киберспортсмена по StarCraft II.
В 2020 году Polt участвовал в чемпионатах по Teamfight Tactics. В ноябре 2020 года Чхве Сон Хун завершил карьеру киберспортсмена и присоединился к команде T1 в качестве генерального менеджера. За два года, которые Polt проработал в организации, он несколько раз менял должности, работая то главным тренером состава по League of Legends, то генеральным менеджером. 9 января 2023 года он присоединился к команде Hanwha Life Esports в качестве аналитика по League of Legends.

## Стиль игры
По словам Polt, он старался часто менять стиль в зависимости от соперника и быть игроком, которого сложно понять. В начале карьеры Polt играл очень агрессивно и часто полагался на одну выверенную атаку, однако в дальнейшем стал играть более размеренно. Стивен «stuchiu» Чиу отмечал, что хотя у Polt среднее микро и непримечательное макро, а его показатель APM ниже, чем у остальных киберспортсменов, он являлся «тактическим гением» и мог выиграть из отставания благодаря грамотным тактическим и стратегическим решениям.

## Признание
Поклонники называли Polt «Капитаном Америкой». За свою карьеру Polt заработал более 450 тысяч долларов призовых.

## Достижения

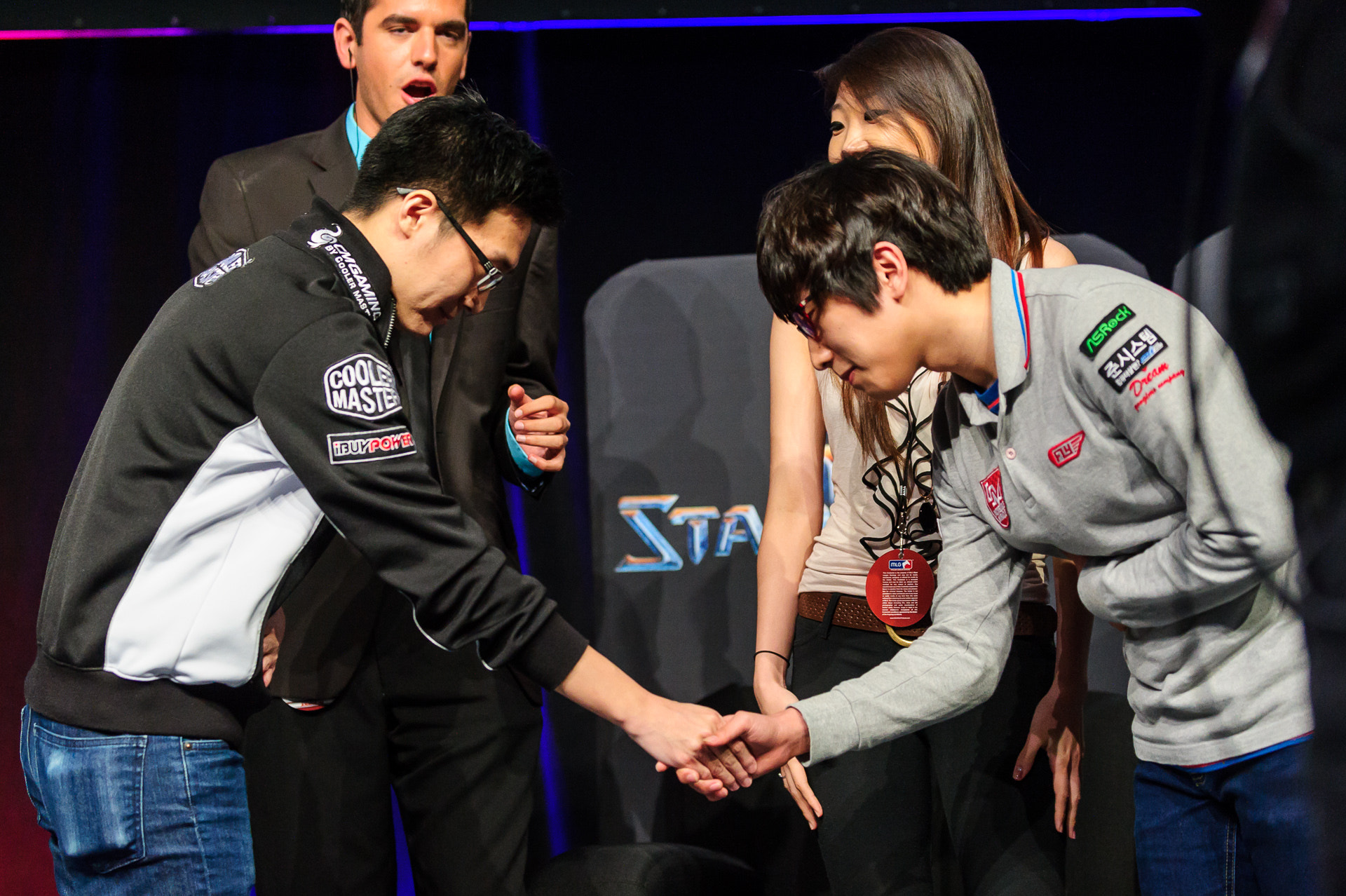
Polt и Чо «Trap» Сон Хо перед финалом 2014 MLG Anaheim, на котором Polt занял второе место

- LG Cinema 3D Super Tournament (1 место)[1]
- 2011 Global StarCraft II League August: Code S (3—4 место)
- ASUS ROG Winter 2012 (1 место)
- 2012 DreamHack EIZO Open: Stockholm (2 место)
- North American Star League Season 3: Division 5 (3 место)
- IGN ProLeague Season 5 (3 место)
- North American Star League Season 4 (3 место)
- 2013 MLG Spring Championship (1 место)
- 2013 WCS Season 2 America: Premier League (1 место)
- 2013 WCS Season 3 America: Premier League (1 место)
- IEM Season VIII - Cologne (2 место)
- IEM Season VIII - World Championship (3—4 место)
- 2014 MLG Anaheim (2 место)
- Red Bull Battle Grounds: Atlanta (2 место)
- Red Bull Battle Grounds: Detroit (1 место)
- Red Bull Battle Grounds: Washington (3 место)
- 2014 WCS Season 3 America: Premier League (3—4 место)
- 2015 WCS Season 1: Premier League (1 место)
- 2015 WCS Season 2: Premier League (3—4 место)
- 2016 WCS Circuit: Winter Circuit Championship (1 место)
- 2016 WCS Circuit: Spring Circuit Championship (3—4 место)
- 2016 WCS Circuit: Summer Circuit Championship (2 место)